# Prehodna zaposlitev
Prehodna zaposlitev (angl. bridge employment) se je pojavila šele v zadnjih letih, gre pa za delni umik z dela.  To je katerokoli delo po uradni upokojitvi (skrajšan ali polni delovni čas, začasno delo, samozaposlitev). Beseda prehodno označuje prehod od polne zaposlitve do popolne upokojitve . Po navadi je takšna zaposlitev manj stresna  in je izrednega pomena za vse tiste, ki nimajo prihrankov in imajo nizko pokojnino .
Dejavniki, kot so daljša življenjska doba, boljša zdravstvena oskrba in aktivnejše življenje, vplivajo na človekovo zmožnost dela. Ljudje zaključujejo svojo poklicno kariero kasneje, s tem pa pomembno prispevajo k spreminjanju koncepta upokojitve.  Za večino ljudi upokojitev označuje popolno prekinitev zaposlitve (popolna upokojitev), kar lahko pomeni, da posameznik deluje kot volonter ali pa se posveti drugim prostočasnim dejavnostim (npr. šport, umetnost,...). Prehodna zaposlitev se od slednjega razlikuje po tem, da je upokojenec aktiven v določeni organizaciji, za svoje delo pa prejema plačilo. 

## Vrsti prehodne zaposlitve
Prehodno zaposlitev delimo na dve vrsti. 

### Zaposlitev znotraj istega kariernega področja
Gre za zaposlitev na področju, kjer so si posamezniki ustvarili kariero v času polne zaposlitve (angl. career bridge employment).  O njej govorimo takrat, ko npr. upokojeni zdravnik v času upokojitve še naprej opravlja isto delo v bolnišnici.
Prehodna zaposlitev znotraj kariernega področja pa se lahko nadaljuje v isti organizaciji, kjer je bila oseba zaposlena že prej ali pa v drugi organizaciji, kjer oseba še vedno opravlja enak poklic. 

#### Prehodna zaposlitev v isti organizaciji
Feldman  navaja, da prehodna zaposlitev v isti organizaciji predstavlja manjše prilagoditvene težave. Nekaj let kasneje se mu je pridružil tudi sodelavec Seongsu Kim in skupaj sta naredila raziskavo, v kateri sta med drugim raziskovala tudi zadovoljstvo zaposlenih, ki se vrnejo nazaj v isto organizacijo. Ugotovila sta, da čutijo izključenost iz vsakodnevnih aktivnosti in sprejemanja odločitev, in da je manj neformalnega druženja s sodelavci. Poleg tega pogosto primerjajo svoje prejšnje delo z delom naslednika njihovega položaja, kar je frustrirajoče, saj ocenjujejo ustreznost svojih dejanj v preteklosti in se sprašujejo o svojih dosežkih. Velikokrat se poslabšajo tudi delovni pogoji, saj izgubijo status in moč, zato jim dodelijo neudobne delovne prostore in jim odvzamejo večino osebja. Zaradi skrajšanega delovnega časa in nižjega statusa v organizaciji opravljajo manj privlačne naloge, kar jim daje občutek nekoristnosti.

#### Prehodna zaposlitev v drugi organizaciji
V nekaterih raziskavah sta avtorja Kim in Feldman   ugotovila, da je delo v drugi organizaciji bolj stresno in zaposleni potrebujejo dlje časa za popolno prilagoditev, vendar sta v drugi študiji ugotovila, da je zadovoljstvo višje.  Izjave zaposlenih so pokazale, da so bili sprejeti in izjemno cenjeni, nekateri so prejemali celo občutno višje plačilo za svoje delo. Prilagoditev ni nič težja, saj so nove sodelavce že prej poznali oz. so svoje izkušnje in spretnosti z lahkoto prenesli tudi v novo organizacijo, predvsem pa jih je zadovoljevalo to, da so nekatere aktivnosti v novi organizaciji, ki so prej bili njihovi konjički, postale delo, ki je celo plačano.  

### Zaposlitev na drugem kariernem področju
Prehodna zaposlitev na drugem področju delovanja se nanaša na zaposlitev posameznikov, ki po upokojitvi izberejo delo, ki ni vezano na njihovo prejšnje delo (angl. non-career bridge employment).  Primer te je delo odvetnika, ki se po upokojitvi zaposli kot prodajalec v knjigarni.
Ta vrsta prehodne zaposlitve je pogostejša. Z njo osebe nemalokrat sprejmejo nižjo plačo in nižji status, predvsem zato, ker jim to omogoča večjo fleksibilnost zaposlitve . 

## Razlogi za prehodno zaposlitev

### Starost, zdravje, izobrazba
Nekatere starejše študije  so dokazale, da so mlajši in bolj zdravi delavci fizično bolj sposobni za delo in zato je večja verjetnost, da takšni sprejmejo prehodno zaposlitev. Vpliva zdravja na odločitev za prehodno zaposlitev pa ne moremo enačiti glede na zdravstvene težave, ki jih imajo te osebe. Ljudje, ki so zaradi bolezni gibalno ovirani, se prej odločijo za popolno upokojitev. Tisti, ki se soočajo s psihosomatskimi boleznimi, ostanejo na delovnem mestu dlje in z večjo verjetnostjo sprejmejo tudi prehodno zaposlitev. Za slednje namreč popolna upokojitev pomeni več stresa, saj zato več časa preživijo v skrbeh in se bolj koncentrirajo na simptome bolezni, kar posledično vodi k nižjemu življenjskemu zadovoljstvu.
Wang in sodelavci  so v svoji raziskavi prišli do pomembnih izsledkov. Ugotovili so, da različni dejavniki različno vplivajo na vrsto prehodne zaposlitve. Mlajši upokojenci z daljšim časom izobraževanja, boljšim zdravjem, manj stresa na prejšnjem  delovnem mestu in z višjim zadovoljstvom pri delu v času polne zaposlitve, si z večjo verjetnostjo najdejo prehodno zaposlitev znotraj področja, v katerem so delali prej. Za tiste, ki so poleg vseh naštetih dejavnikov finančno bolj sposobni, pa je večja verjetnost prehodne zaposlitve na drugem področju.

### Družinske razmere
S sprejetjem prehodne zaposlitve sta močno povezana zaposlenost partnerja in morebitna finančna odvisnost otrok. Osebe, katerih partnerji so še vedno zaposleni, bolj čutijo potrebo po zaposlitvi, poleg tega pa obstaja večja verjetnost, da se bo oseba zaposlila tudi zaradi obstoja finančno odvisnih otrok, saj prihodek v primeru prehodne zaposlitve predstavlja dodatno finančno podporo. 

### Socialne potrebe
Za veliko ljudi delo omogoča zadovoljevanje socialnih potreb. Tisti, ki ne čutijo, da bi lahko tovrstne potrebe zadovoljevali brez vključevanja v delo, si z večjo verjetnostjo najdejo prehodno zaposlitev. Ostali svoje socialne potrebe lažje uresničujejo skozi delo v različnih prostovoljnih organizacijah in udejstvovanjih v prostočasnih aktivnostih. 
Mariappanadar  je potrdil, da strah pred izgubo prijateljskih vezi sproži pri tistih, ki se jim bliža upokojitev, interes za iskanje prehodne zaposlitve. To potrjuje rezultate drugih raziskovalcev, ki so preučevali pomembnost socialne interakcije za starejše delavce in njihovo anksioznost v povezavi z izgubo teh vezi po upokojitvi. 

### Finančno stanje
Finančna situacija pomembno močno vpliva na odločitev o prehodni zaposlitvi. Na splošno je pri osebah, ki imajo višjo pokojnino, večja verjetnost popolne upokojitve, tisti z nižjo pokojnino pa z večjo verjetnostjo sprejmejo prehodno zaposlitev, saj s tem kompenzirajo prejšnjo plačo z dodatnim prihodkom v času prejemanja pokojnine. 

### Fleksibilnost organizacije
V organizacijah, kjer je več fleksibilnih programov za delo s starejšimi zaposlenimi, je večja verjetnost, da bodo delavci izkoristili morebitno možnost prehodne zaposlitve. Če organizacije ponujajo opravljanje manj težkih delovnih nalog, krajši delovni čas in ostale prilagoditve, je izbira prehodne zaposlitve večja. Poleg tega fleksibilnost, ki jo ponuja organizacija, daje starejšemu delavcu občutek, da ga cenijo in da sposobnosti delavca pomembno prispevajo k njenemu razvoju.

## Pomen prehodne zaposlitve
Prehodna zaposlitev delavcem omogoča, da se psihološko pripravijo na popolno upokojitev. Zaradi prehodne zaposlitve imajo delavci o sebi boljše mnenje, saj se še vedno učijo in delijo svoje izkušnje z drugimi.  Poleg tega lahko pomagajo drugim pri vzponu v karieri (kot mentorji), kar povečuje njihovo zadovoljstvo. Imajo več časa za sebe, kot so ga imeli v času polne zaposlitve, dobivajo pa dodaten prihodek, kar posledično omogoča tudi varčevanje in večjo finančno varnost. Starejši prehodno zaposlitev dojemajo tudi kot dokaz sebi in drugim, da so pomembni in dovolj kompetentni, da zmorejo še naprej delovati v družbi.  
Feldman in Kim  sta v svoji raziskavi ugotovila, da ima lahko popolna upokojitev pozitivne posledice. Tisti, ki se niso prehodno zaposlili, so navedli, da jim upokojitev ustreza, saj imajo s tem več časa za partnerja in družino. Ustreza jim tudi umirjen življenjski slog, ki ga s seboj prinese odsotnost delovnih obveznosti, poleg tega pa se lahko posvetijo prostočasnim dejavnostim ali potovanju. Potrebno je omeniti, da se nekateri za upokojitev odločijo tudi zato, ker jih delo ni veselilo, so se želeli znebiti sodelavcev ali pa zato, ker je njihovo znanje na določenem področju delovanja že zastarelo. Čeprav upokojitev s seboj prinese prednosti, ki jih prehodna zaposlitev ne nudi, pa je dokazano, da ima lahko prehodna zaposlitev koristen vpliv na zdravje oseb. Upokojenci, ki so sprejeli katerokoli vrsto prehodne zaposlitve, so v primerjavi s popolnoma upokojenimi poročali o manj bolezenskih stanjih in drugih zdravstvenih ovirah.  Vzrok je lahko v tem, da te osebe obdržijo visok nivo fizičnih in mentalnih aktivnosti tudi po upokojitvi.  
Prehodna zaposlitev lahko pripomore tudi organizaciji, saj z zaposlitvijo upokojenca zadrži izkušenega delavca. Ta lahko poučuje mlajše in neizkušene, poleg tega pa je ugotovljeno, da imajo starejši delavci pri delu manj nesreč, manj je tudi absentizma in prehajanja v druge organizacije.